# Morfismo (teoria das categorias)
Em muitos campos da matemática, morfismo se refere ao mapeamento de uma estrutura matemática a outra de forma que a estrutura é preservada. A noção de morfismo ocorre bastante na matemática contemporânea. Em álgebra, são transformações lineares, na teoria dos conjuntos são funções, na topologia são funções continuas e assim por diante.
O estudo de morfismos e de estruturas ( chamadas objetos ) nas quais eles são definidos, é central a teoria das categorias. Grande parte da terminologia de morfismos, assim como a intuição subjacente, vem de categorias concretas, onde os objetos são simplesmente conjuntos com alguma estrutura adicional, e morfismos são funções preservadoras de estruturas. 

## Tipos de morfismo
- monomorfismo
- epimorfismo
- bimorfismo
- isomorfismo
- endomorfismo
- automorfismo
- anamorfismo

## Definição
A categoria C consiste de duas classes, uma dos objetos e outra de morfismos. Existem duas operações que são definidas em qualquer morfismo, o domínio ( a fonte ) e o contra-domínio ( o alvo ).
Se um morfismo f tem X como domínio e Y como contra domínio, nos escrevermos f: X ->Y. Portanto morfismo é representado por uma flecha (  -> )que vai de seu domínio ao seu contra-domínio. A coleção de todos os morfismos de X a Y é denotada como hom(X, Y) e chamada de hom-set entre X e Y. Alguns autores escrevem Mor(X, Y). Note que o termo hom-set um termo um tanto impróprio já que a coleção de morfismos não é necessariamente um conjunto. 
Para todo três objetos, X, Y e Z, existe uma operação binária hom(X, Y)×hom(Y, Z) chamada composição. A
composta de f: X->Y e g:Y->Z é escrita como g°f, ou gf. A composição de morfismos é normalmente representada
por um diagrama comutativo. 
Morfismo satisfaz dois axiomas:
1. Identidade: Para todo objeto X, existe um morfismo idx: X -> X chamado morfismo identidade em X, tal que

para todo morfismo f: A -> B nos temos idB ° f = f = f ° idA;
1. Associatividade: h ° (g ° f) = (h ° g) ° f sempre que as operações são definidas.

Quando C é uma categoria concreta, a identidade do morfismo é apenas a identidade da função e composição é apenas uma composição de funções ordinária. Associatividade então está correta, pois composição de funções é também tem a propriedade de associatividade.
Note que no domínio e contra-domínio são de fato parte da informação que determina o morfismo. Por exemplo, na categoria de conjuntos, onde morfismo são funções, duas funções podem ser idênticas aos conjuntos de pares ordenados ( podem ter o mesmo escopo ), enquanto tendo diferentes contra-domínios. As duas funções são distintas do ponto de vista da teoria da categoria. Portanto, muitos autores requerem que as classes hom(X, Y) sejam disjuntas. Na prática, isso não é um problema pois se essa disjunção não for verdade, pode ser assegurada
anexando o domínio e o contra-domínio aos morfismos, por exemplo, o segundo e o terceiro termo de uma tripla ordenada.

## Alguns morfismos específicos
- Monomorfismo: f: X -> Y é chamado de monomorfismo se f ° g1 = f ° g2 implica g1=g2 para todos os morfismos g1, g2: Z -> X. É também chamado de morfismo mónico.
  - O morfismo f tem uma inversa esquerda se existe um morfismo g: Y -> X, tal que g ° h = idX. A inversa esquerda g também é chamada retração de f. Morfismos com inversas esquerdas são sempre monomorfismos, mas a volta nem sempre é verdade em toda categoria; um monomorfismo pode não ter uma inversa esquerda.
  - O monomorfismo de divisão h: X -> Y é um monomorfismo que tem uma inversa esquerda g: Y -> X, tal que, g ° h = idX. Assim, h ° g : Y -> Y é idempotente, de forma que ( h ° g )² = h ° g.

Em categorias concretas, a função que tem uma inversa esquerda é injetora. Logo em categorias concretas, monomorfismos são geralmente, mas nem sempre, injetores. A condição de uma injeção é mais forte daquela do monomorfismo porém mais fraca daquela que seja um monomorfismo de divisão.
- Epimorfismo: Dualmente, f: X -> Y é chamado epimorfismo se g1 ° f = g2 ° f implica g1 = g2 para todos os morfismos g1, g2: Y -> Z. Também é chamado de epi ou epic.
  - O morfismo f tem uma direita inversa se existe um morfismo g: Y -> X tal que  f ° g = idY. A direita inversa de g é também chamada seção de f. Morfismos tendo a mesma inversa sempre são Epimorfismos, mas a volta nem sempre é verdade em toda categoria, pois um epimorfismo pode não ter uma direita-inversa.
  - Epimorfismo de divisão é um epimorfismo que possui uma direita-inversa. Note que se um monomorfismo f divide com a esquerda inversa g, então g é o epimorfismo de divisão com a direita inversa f.
  - Em categorias concretas a função que tem uma direita-inversa é sobrejetiva. Logo em categorias concretas, epimorfismos são normalmente, mas nem sempre, "sobrejetiva. A condição para ser uma sobrejetora é mais forte que aquela para ser um epimorfismo porém mais fraca do que a de ser um epimorfismo dividida. Na categoria de conjuntos, toda sobrejeção tem uma secção, resultado equivalente do axioma da escolha.

- Bimorfismo é quando temos um morfismo que é tanto epimorfismo quanto monomorfismo ao mesmo tempo.

- Isomorfismo: f: X -> Y é chamado de isomorfismo se existe um morfismo g: Y -> X tal que  f ° g = idY e g ° f = idX. Se um morfismo é tanto esquerdo-inverso quanto direito-inverso, então ambos inversos são iguais. Logo f é um isomorfismo e g é simplesmente o inverso de f. Morfismos inversos, se existem, são únicos. O inverso de g também é um isomorfismo que tem f como seu inverso. Ambos objetos com um isomorfismo entre eles são considerados equivalentes ou isomorfos. Note que todo isomorfismo é um bimorfismo porém um bimorfismo não é necessariamente um isomorfismo. Por exemplo, na categoria de anéis comutativos a inclusão Z -> Q é um bimorfismo que não é um isomorfismo. Entretanto, qualquer morfismo que é tanto epimorfismo é um  morfismo de divisão ou ambos sendo monomorfismo e morfismo de divisão, serão um isomorfismo. Uma categoria, como a de conjuntos, em qual todo bimorfismo é um isomorfismo é conhecida como uma categoria balanceada.
- Endomorfismo: f X -> X é um endomorfismo de X. Um endomorfismo de divisão é um endomorfismo idempotente f se f admite a decomposição  f = h ° g com g ° h = id. Em particular, o Envelope de Karoubi de categoria se divide cada morfismo idempotente.
- Um Automorfismo é um morfismo que é tanto endomorfismo quanto isomorfismo.